# Sistema dei campi a pozzo

Il confine marrone tra le fattorie assomiglia al carattere per pozzo (井)

Il sistema dei campi a pozzo (zh. 井田制度T, Jǐngtián zhìdùP) era un metodo cinese di distribuzione delle terre.

## Storia
Il sistema dei campi a pozzo esistette in Cina dal IX secolo a.C. (tarda dinastia Zhou occidentale) fino intorno alla fine del periodo degli Stati Combattenti. Il suo nome viene dal carattere cinese 井 (jǐng), che significa pozzo e assomiglia al simbolo #; questo carattere rappresenta l'aspetto teorico della divisione delle terre: un'area quadrata di terra veniva divisa in nove sezioni (parcelle) di identiche dimensioni; le otto sezioni esterne (私田; sītián) erano coltivate privatamente da servi della gleba e la sezione centrale (公田; gōngtián) era coltivata in comune per conto dell'aristocratico che aveva la proprietà della terra.
Quando tutti i campi erano di proprietà di aristocratici,, i campi privati erano gestiti esclusivamente dai servi della gleba e il prodotto era interamente degli agricoltori. Era solo il prodotto dei campi comuni, lavorati da tutte le otto famiglie, che andava agli aristocratici e che, a sua volta, poteva andare al re come tributo.
Come parte di un più ampio sistema feudale fengjian, il sistema dei campi a pozzo si logorò nel periodo delle Primavere e degli Autunni in quanto i legami di parentela tra gli aristocratici diventarono insignificanti. Quando il sistema diventò insostenibile nel periodo degli Stati Combattenti, fu sostituito da un sistema di proprietà fondiaria privata. fu sospeso per la prima volta nello stato di Qin da Shang Yang e altri stati presto seguirono l'esempio.
Come parte delle riforme per riportare indietro l'orologio di Wang Mang durante la breve dinastia Xin, il sistema fu temporaneamente restaurato e rinominato campi del re (王田; wángtián). La pratica era più o meno finita entro la dinastia Song, ma studiosi come Zhang Zai e Su Xun erano entusiasti della sua restaurazione e ne parlavano con ammirazione forse troppo semplificatrice, invocando il frequente elogio del sistema da parte di Mencio.